# Pervillaea venenata
Pervillaea venenata är en oleanderväxtart. Pervillaea venenata ingår i släktet Pervillaea och familjen oleanderväxter.

## Underarter
Arten delas in i följande underarter:
- P. v. macrantha
- P. v. venenata